# Macrotrachela aculeata
Macrotrachela aculeata är en hjuldjursart som beskrevs av Colin Milne 1886. Macrotrachela aculeata ingår i släktet Macrotrachela och familjen Philodinidae. Arten är reproducerande i Sverige. Inga underarter finns listade i Catalogue of Life.